# What You See Is What You Get (альбом)
| Совокупная оценка | Совокупная оценка |
| Источник          | Оценка            |
| ----------------- | ----------------- |
| Metacritic        | 74/100            |
| Оценки критиков   |                   |
| Источник          | Оценка            |
| AllMusic          | [ 1 ]             |
| Exclaim!          | 9/10              |
| Rolling Stone     | [ 6 ]             |

What You See Is What You Get — второй студийный альбом американского кантри-музыканта Люка Комбса, который вышел 8 ноября 2019 года на лейбле Columbia Nashville. Альбом достиг первого места в Австралии, Канаде и в основном американском хит-параде Billboard 200.
Из альбома вышли семь синглов и все попали на первое место Country Airplay: «Forever After All» (июнь 2021), «Better Together» (5 недель на № 1 в январе 2021); «Lovin’ on You» (5, сентябрь 2020); «Does to Me» (2, мая 2020); «Even Though I’m Leaving» (5, ноябрь 2019); «Beer Never Broke My Heart» (2, август 2019) и «Cold as You» (1, ноябрь 2021). Шесть подряд чарттопперов последний раз было в 2017 году из альбома Kill the Lights Люка Брайана.

## История
Комбс стал соавтором всех семнадцати песен в альбоме. Одну из песен записал совместно с группой Brooks & Dunn.
Альбом дебютировал в ноябре 2019 года на первом месте в основном американском хит-параде Billboard 200 с тиражом 109,000 копий а вместе с треками и стримингом 179,000 единиц. Это его первый чарттоппер в США, дебютный диск This One’s for You ранее достиг четвёртого места. Он также дебютировал на первом месте кантри-чарта Top Country Albums, став в нём третьим лидером хит-парада (с учётом миниальбома The Prequel (EP)). Благодаря успеху альбома Комбс впервые возглавил комбинированный чарт Tops Artist 100. В 2019 году он второй кантри-музыкант № 1 в нём после Thomas Rhett; в 2018 также двое кантри-исполнителей лидировали в Artist 100 (Carrie Underwood и Jason Aldean), в 2017 — трое (Thomas Rhett, Kenny Chesney и Chris Stapleton). А его синглы «Beer Never Broke My Heart» и «Even Though I’m Leaving» стали шестым и седьмым подряд лидерами кантри-чарта Country Airplay (увеличение его же рекорда).
Он также возглавил хит-парады альбомов Канады и Австралии (ARIA Albums Chart).
7 ноября 2020 года вышло делюксовое переиздание альбома и он с 21-го места снова поднялся на первое. Это его вторая неделя на вершине, на которую он вернулся после дебюта на № 1 ещё в ноябре 2019 года (то есть возврат на первое место произошёл спустя 11 месяцев и 15 дней). Новый тираж составил 109 тыс. единиц (+399 %), включая 22,000 альбомных продаж (+1,7 %), 76 тыс. стриминговых SEA-единиц (+289 %, или 102,26 млн потоков on-demand альбомных песен) и 11 тыс. трековых TEA-единиц (+904 %). Это стало стриминговым рекордом для любого кантри-альбома.
Шесть синглов из альбома вышли на первое место Country Airplay: «Forever After All» (июнь 2021), «Better Together» (5 недель на № 1 в январе 2021); «Lovin’ on You» (5, сентябрь 2020); «Does to Me» (2, мая 2020); «Even Though I’m Leaving» (5, ноябрь 2019); «Beer Never Broke My Heart» (2, август 2019). Шесть подряд чарттопперов последний раз было в 2017 году из альбома Kill the Lights Люка Брайана.
27 ноября 2021 года на первое место Country Airplay вышел сингл «Cold As You». Это новый рекорд Комбса: 13-й его чарттоппер после дебюта подряд и 7-й из делюксовой версии его второго студийного альбома What You See Is What You Get.

## Отзывы
Альбом получил положительные отзывы музыкальной критики и интернет-изданий (Allmusic), Exclaim!, Rolling Stone.
В сентябре 2020 года альбом получил награду в категории «Country Album of the Year» на церемонии iHeartRadio Music Award.

## Список композиций
По данным Apple Music.
| №                   | Название                                | Автор(ы)                                   | Длительность |
| ------------------- | --------------------------------------- | ------------------------------------------ | ------------ |
| 1.                  | «Beer Never Broke My Heart»             | Люк Комбс Randy Montana Jonathan Singleton | 3:07         |
| 2.                  | «Refrigerator Door»                     | Комбс Jordan Brooker                       | 3:24         |
| 3.                  | «Even Though I’m Leaving»               | Комбс Wyatt Durrette Ray Fulcher           | 3:45         |
| 4.                  | «Lovin’ on You»                         | Комбс Thomas Archer Fulcher James McNair   | 3:15         |
| 5.                  | «Moon Over Mexico»                      | Комбс Fulcher Dan Isbell Singleton         | 3:25         |
| 6.                  | «1, 2 Many» (при участии Brooks & Dunn) | Комбс Isbell Drew Parker Tyler King        | 3:01         |
| 7.                  | «Blue Collar Boys»                      | Комбс Erik Dylan Fulcher Derrick Moody     | 3:40         |
| 8.                  | «New Every Day»                         | Комбс Fulcher Josh Thompson                | 3:19         |
| 9.                  | «Reasons»                               | Комбс Fulcher McNair                       | 3:44         |
| 10.                 | «Every Little Bit Helps»                | Комбс Chase McGill McNair                  | 4:08         |
| 11.                 | «Dear Today»                            | Комбс Dylan Rob Snyder                     | 3:40         |
| 12.                 | «What You See Is What You Get»          | Комбс Barry Dean Singleton                 | 2:52         |
| 13.                 | «Does to Me» (при участии Eric Church)  | Комбс Fulcher Tyler Reeve                  | 3:43         |
| 14.                 | «Angels Workin' Overtime»               | Комбс Josh Phillips Thompson               | 4:14         |
| 15.                 | «All Over Again»                        | Комбс Corey Crowder Fulcher                | 3:29         |
| 16.                 | «Nothing Like You»                      | Комбс Parker Robert Williford              | 3:16         |
| 17.                 | «Better Together»                       | Комбс Isbell Montana                       | 3:40         |
| Общая длительность: | Общая длительность:                     | Общая длительность:                        | 59:42        |

| №                   | Название                                  | Автор(ы)                                       | Длительность |
| ------------------- | ----------------------------------------- | ---------------------------------------------- | ------------ |
| 18.                 | «Six Feet Apart»                          | Комбс Brent Cobb Snyder                        | 3:20         |
| 19.                 | «Cold as You»                             | Комбс                                          | 3:06         |
| 20.                 | «The Other Guy»                           | Комбс Williford Brandon Kinney                 | 3:10         |
| 21.                 | «My Kinda Folk»                           | Комбс Fulcher Isbell Jamie Davis Dustin Nunley | 4:27         |
| 22.                 | «Without You» (при участии Amanda Shires) | Комбс                                          | 3:44         |
| 23.                 | «Forever After All»                       | Комбс Williford Parker                         | 3:52         |
| Общая длительность: | Общая длительность:                       | Общая длительность:                            | 1:20:01      |

## Чарты
| Чарт (2019—2020)                         | Высшая позиция |
| ---------------------------------------- | -------------- |
| Австралия (ARIA)                         | 1              |
| Канада (Canadian Albums Chart)           | 1              |
| Ирландия (Irish Albums Chart)            | 36             |
| Новая Зеландия (RMNZ)                    | 32             |
| Шотландия (Scottish Albums Chart)        | 10             |
| Швейцария (Schweizer Hitparade)          | 96             |
| Великобритания (UK Albums Chart)         | 27             |
| Великобритания (UK Country Albums Chart) | 1              |
| США (Billboard 200)                      | 1              |
| США (Billboard Top Country Albums)       | 1              |

| Чарт (2019)                         | Позиция |
| ----------------------------------- | ------- |
| Австралия (ARIA)                    | 62      |
| Чарт (2020)                         | Позиция |
| Австралия (ARIA)                    | 5       |
| Канада (Billboard)                  | 10      |
| США (Billboard 200)                 | 10      |
| США (Top Country Albums, Billboard) | 1       |
| Чарт (2021)                         | Позиция |
| Канада (Billboard)                  | 8       |
| США (Billboard 200)                 | 7       |
| США (Top Country Albums, Billboard) | 2       |

## Сертификации
| Регион                                                                      | Сертификация  | Продажи   |
| --------------------------------------------------------------------------- | ------------- | --------- |
| Австралия (ARIA) · for What You See Ain't Always What You Get               | 2× Платиновый | 140 000   |
| Канада (Music Canada)                                                       | 6× Платиновый | 480 000   |
| Новая Зеландия (RMNZ)                                                       | Платиновый    | 15 000    |
| Швеция (GLF) · for What You See Ain't Always What You Get                   | Золотой       | 15 000    |
| Великобритания (BPI)                                                        | Золотой       | 100 000   |
| США (RIAA)                                                                  | 5× Платиновый | 5 000 000 |
| Данные о продажах + прослушиваниях приведены только на основе сертификации. |               |           |